# Котавехера (Грама Ніладхарі)
Грама Ніладхарі Котавехера (№ W/86K) — Грама Ніладхарі підрозділу ОС Ампара, округ Ампара, Східна провінція, Шрі-Ланка.

## Демографія
| Населення (2007) | Населення (2007) | Населення (2007) | Населення (2007) | Населення (2007) |
| Населення        | Чоловіки         | Жінки            | Діти             | Дорослі          |
| ---------------- | ---------------- | ---------------- | ---------------- | ---------------- |
| 1136             | 545              | 591              | 384              | 752              |